# U-Bahnhof Berliner Platz
Der U-Bahnhof Berliner Platz ist eine Tunnelstation der Stadtbahn Essen im nordwestlichen Bereich des Essener Stadtkerns. Sie ist eine von drei Kreuzungsstationen zwischen der Stadtbahn Essen und der Straßenbahn Essen.

## Geschichte
Die Tunnelstation am Berliner Platz wurde am 27. November 1981 auf der Nord-Süd-Strecke (Stadtbahn) im Zuge der Verlängerung der bestehenden Linie U18 und der Eröffnung der U17 auf der Strecke vom damaligen Wiener Platz (heute Hirschlandplatz) zur Universität eröffnet. Knapp zehn Jahre später wurde der Tunnel der Ost-West-Spange der Straßenbahn vom Viehofer Platz aus eröffnet. Diese Strecke wurde im Rahmen eines Versuchsprojektes auch von spurgeführten Oberleitungsbussen genutzt, die wegen der Mittelbahnsteige zusätzliche Türen auf der linken Seite erhielten. Diese Fahrten im Tunnel waren jedoch störanfällig, so dass der Spur-Oberleitungsbus-Betrieb mehrere Male unterbrochen und damit auch der Straßenbahnbetrieb beeinträchtigt wurde. Daraufhin stellte der damalige Betreiber Essener Verkehrs-AG (EVAG) den Tunnelbetrieb der CityExpress-Linien CE45 und CE47 zum 21. September 1995 ein, die offizielle Stilllegung erfolgte am 24. September 1995.
Vor der Eröffnung des Ost-West-Tunnels hielten die Straßenbahnzüge an einer Haltestellenanlage an der Oberfläche auf dem Platz, deren drei Bahnsteige Zugänge zur Verteilerebene des U-Bahnhofes besaßen.
Zwischen Januar und Juli 2016 wurde die unterste Ebene (−3) mit dem Bahnsteig für die Straßenbahn saniert, der dafür sechs Monate lang für Fahrgäste gesperrt blieb und die Züge langsam ohne Halt durchfuhren. Neben dem Einbau eines zusätzlichen Aufzugs fanden auch optische und sicherheitstechnische Modernisierungen wie beispielsweise zum Brandschutz statt. Die dafür veranschlagten Kosten lagen bei 6,3 Millionen Euro, wovon 2,2 Millionen Euro aus öffentlicher Förderung stammten.

## Lage und Aufbau
Die am tiefsten gelegene Straßenbahnstation Essens befindet sich unter dem Kreisverkehrsplatz, an dem die Ostfeld-, die Altendorfer, die Segeroth- und die Friedrich-Ebert-Straße aufeinander treffen. Sie ist einer der drei Endstationen auf der Stammstrecke sowie Anfangs- und Endpunkt einer Stadtbahnlinie.
Die U-Bahn-Station ist baulich als Turmbahnhof ausgeführt:
- Die −1-Ebene dient als Verteilerebene der Passagiere. Der südliche Ausgang führt direkt ins Einkaufszentrum Limbecker Platz. Östlich davon liegt der Ausgang Friedrich-Ebert-Straße (Süd), Ostfeldstraße, im Nordosten der Ausgang Friedrich-Ebert-Straße (Nord), im Norden der Ausgang Segerothstraße, Universität, im Nordwesten der Ausgang Altendorfer Straße und im Südwesten der Ausgang Cinemaxx, Colosseum Theater.
- Auf der −2-Ebene befindet sich in Nord-Süd-Richtung ein Mittelbahnsteig mit 90 cm Bahnsteighöhe für die normalspurige, hochflurige Stadtbahn.
- Auf der −3-Ebene, der untersten Ebene des Turmbahnhofes, befindet sich nahezu in Ost-West-Richtung ein Mittelbahnsteig für die meterspurige, niederflurige Straßenbahn.

Auf beiden Seiten der Stadtbahnstation (−2) und auf der westlichen Seite der Straßenbahnstation (−3) befinden sich Kehrgleise zum Wenden der Züge.

## Bedienung
| Linie   | Verlauf | Takt (mo–fr) |
| ------- | --- | ------------ |
| U 11    | GE-Horst, Buerer Straße – Schloss Horst – GE-Horst, Fischerstraße – E-Karnap, Alte Landstraße – Boyer Straße – E-Karnap, Arenbergstraße – E-Altenessen, Heßlerstraße – II. Schichtstraße – U Karlsplatz – U Altenessen Mitte – U Kaiser-Wilhelm-Park – U Altenessen Bf – U Bäuminghausstraße – U Bamlerstraße – U Universität Essen – U Berliner Platz – U Hirschlandplatz – U Essen Hbf – U Philharmonie – U Rüttenscheider Stern – U Martinstraße – U Messe Ost/Gruga – Essen, Messe West/Süd/Gruga | 10 min       |
| U 17    | E-Altenessen, U Karlsplatz – U Altenessen Mitte – U Kaiser-Wilhelm-Park – U Altenessen Bf – U Bäuminghausstraße – U Bamlerstraße – U Universität Essen – U Berliner Platz – U Hirschlandplatz – U Essen Hbf – U Bismarckplatz – U Planckstraße – Gemarkenplatz – Holsterhauser Platz (Klinikum) – Halbe Höhe – Laubenweg – E-Margarethenhöhe | 10 min       |
| U 18    | Essen, U Berliner Platz – U Hirschlandplatz – U Essen Hbf – U Bismarckplatz – Savignystraße/ETEC – Hobeisenbrücke – E-Frohnhausen, Wickenburgstraße – Mülheim (Ruhr), Rhein-Ruhr-Zentrum – Rosendeller Straße – U Eichbaum – U Heißen Kirche – U Mühlenfeld – U Christianstraße – U Gracht – U Von-Bock-Straße – U Mülheim (Ruhr) Hbf | 10 min       |
| 101 106 | Borbeck Germaniaplatz – Bergeborbeck Leimgartsfeld – Bergeborbeck Bf – Helenenstraße – U Berliner Platz – U Rheinischer Platz – U Rathaus Essen – U Essen Hbf – Rüttenscheider Stern – Holsterhauser Platz – Hobeisenbrücke – Alfred-Krupp-Schule – Essen West – Helenenstraße Die Linie 101 verkehrt Borbeck → Helenenstraße → Hauptbahnhof → Rüttenscheid → Helenenstraße Die Linie 106 verkehrt Helenenstraße → Rüttenscheid → Hauptbahnhof → Helenenstraße → Borbeck                              | 10 min       |
| 103     | Dellwig Wertstraße – Essen-Dellwig Bf – Gerschede – Borbeck Germaniaplatz – Borbeck Bf – Schloss Borbeck – Borbeck Süd Bf – Helenenstraße – U Berliner Platz – U Rheinischer Platz – U Rathaus Essen – U Essen Hbf (nur abends sowie sonn-/feiertags) / (Hollestraße – Huttrop – Steele ) | 10 min       |
| 105     | Naturlinie 105: Frintrop Unterstraße (Stadtgrenze Oberhausen) – Bedingrade – Abzweig Aktienstraße – Borbeck Süd Bf – Helenenstraße – U Berliner Platz – U Rheinischer Platz – U Rathaus Essen – U Essen Hbf – Essen Süd – Bergerhausen – Rellinghausen Finefraustraße | 10 min       |
| 109     | Frohnhausen Breilsort – Alfred-Krupp-Schule – Berthold-Beitz-Boulevard – U Berliner Platz – U Rheinischer Platz – U Rathaus Essen – Hollestraße – Huttrop – Steele | 10 min       |

An der Oberfläche befinden sich Haltestellen einiger hier verkehrender Buslinien (StädteSchnellBus-, Stadtbus- und NachtExpress-Linien):
| Linie | Verlauf | Takt (mo–fr)                                                        | Betreiber                   |
| ----- | --- | ------------------------------------------------------------------- | --------------------------- |
| SB16  | Essen Hbf → Hollestr. – Rathaus Essen – Berliner Platz – Universität Essen – Essen-Bergeborbeck – Bottrop-Ebel – Bottrop Hbf – Bottrop ZOB Berliner Platz – Stadtwald Herzogstr. – Bottrop-Grafenwald – Kirchhellen Schulze-Delitzsch Str. – Bottrop-Kirchhellen, St. Antonius Hospital                                     | 20 min (Essen–Bottrop ZOB) 60 min (Bottrop ZOB–Kirchhellen)         | DB Rheinlandbus / Vestische |
| 145   | Essen-Haarzopf Erbach – Fulerum, Südwestfriedhof – Frohnhausen, Wickenburgstraße – Alfred-Krupp-Schule – Weststadt – Berliner Platz – Rathaus Essen – Essen Hbf – Rüttenscheid – Stadtwaldplatz – Heisingen Baldeneysee | 20 min                                                              | Ruhrbahn                    |
| 166   | Essen-Dellwig Bf – Dellwig – Gerscheder Weiden – Bergeborbeck – Gewebepark M1 – Universität Essen – Berliner Platz – Bismarckplatz – Essen Hbf – Rathaus Essen – Frillendorfer Platz – Kray Eickenscheidt – Steele – Überruhr-Hinsel – Überruhr-Holthausen Klapperstr. – Burgaltendorf Burgruine – Hattingen-Niederwenigern | 20 min (Dellwig–Burgaltend.) 20/40 min (Burgaltend.–Niederwenigern) | Ruhrbahn                    |
| NE10  | Essen Hbf – Am Waldthausenpark – Berliner Platz – Weststadt – Alfred-Krupp-Schule – Frohnhausen, Gervinusstr. – Wickenburgstr. – RRZ/Festival-Garden – Fulerum – Haarzopf, Erbach | 60 min                                                              | Ruhrbahn                    |
| NE11  | Essen Hbf – Rathaus Essen – Berliner Platz – Helenenstraße – Borbeck Süd Bf – Abzweig Aktienstraße – Bedingrade – Frintrop Unterstraße – Oberhausen-Neue Mitte Oberhausen – Ziesakplaza – Theater/Ebertbad – Oberhausen Hbf                                                                                                 | 60 min                                                              | Ruhrbahn / STOAG            |
| NE12  | Essen Hbf – Goldschmidtstr. – Rathaus Essen – Berliner Platz – Helenenstraße – Bergeborbeck Bf – Borbeck Germaniaplatz – Gerschede – Essen-Dellwig – Gerschede – Borbeck Bf | 60 min                                                              | Ruhrbahn                    |
| NE16  | Essen Hbf – Am Waldthausenpark – Berliner Platz – Universität Essen – Essen-Bergeborbeck – Gerscheder Weiden – Bottrop-Ebel – Bottrop Hbf – Bottrop ZOB Berliner Platz | 60 min                                                              | Ruhrbahn                    |

## Bildergalerie

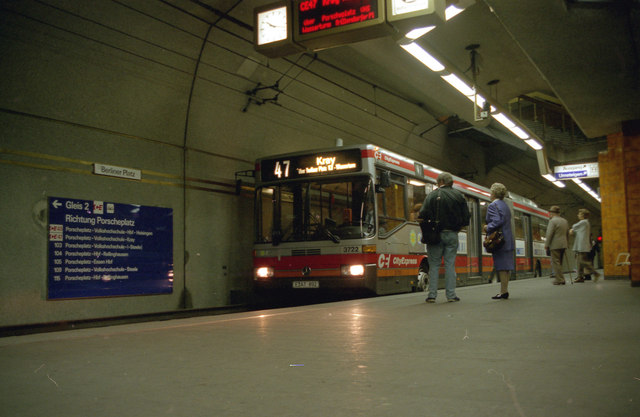
Duo-Bus der Linie CE47 auf Ebene 3 (1995)
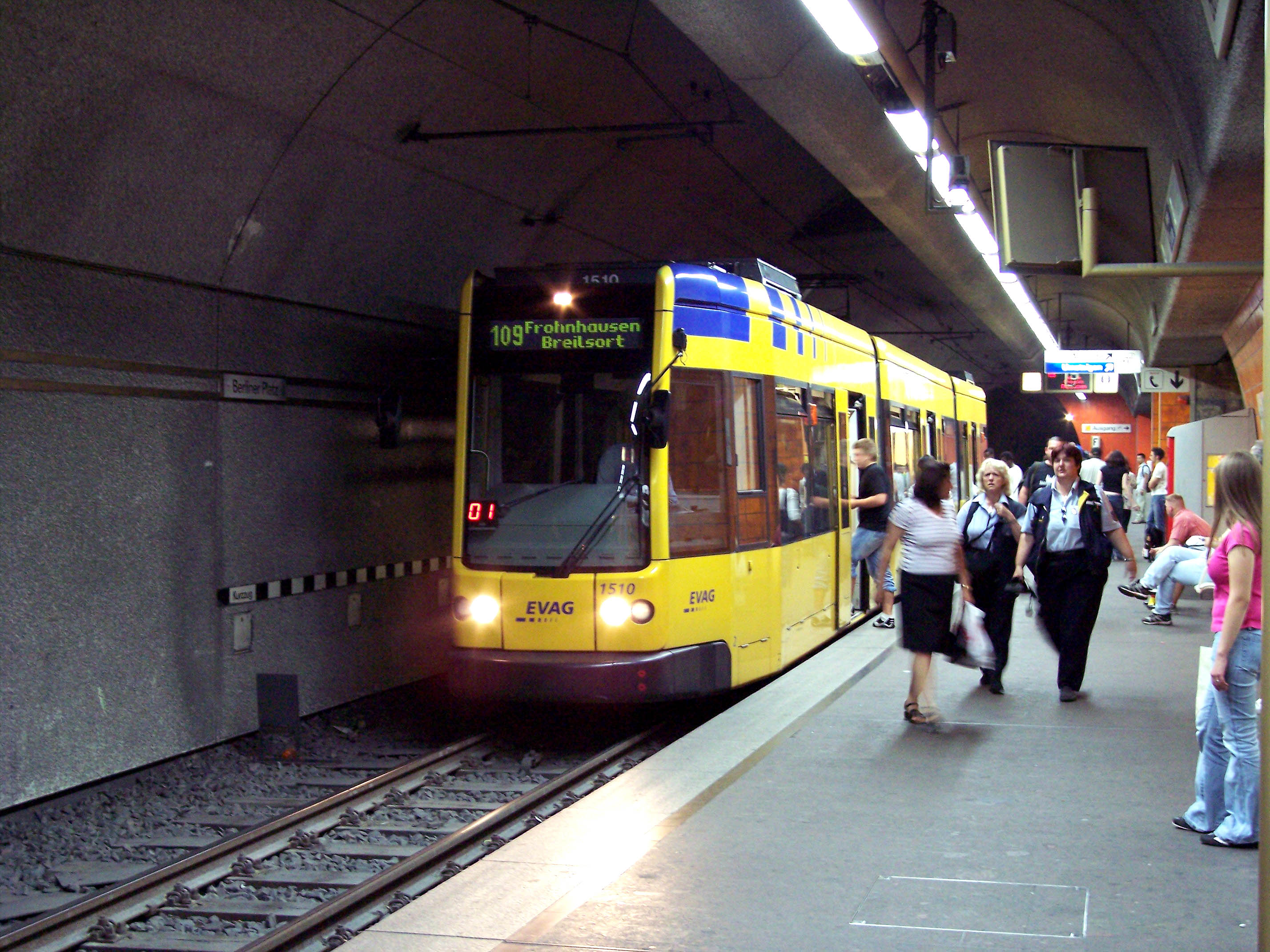
Niederflurwagen auf Ebene 3 (2004)
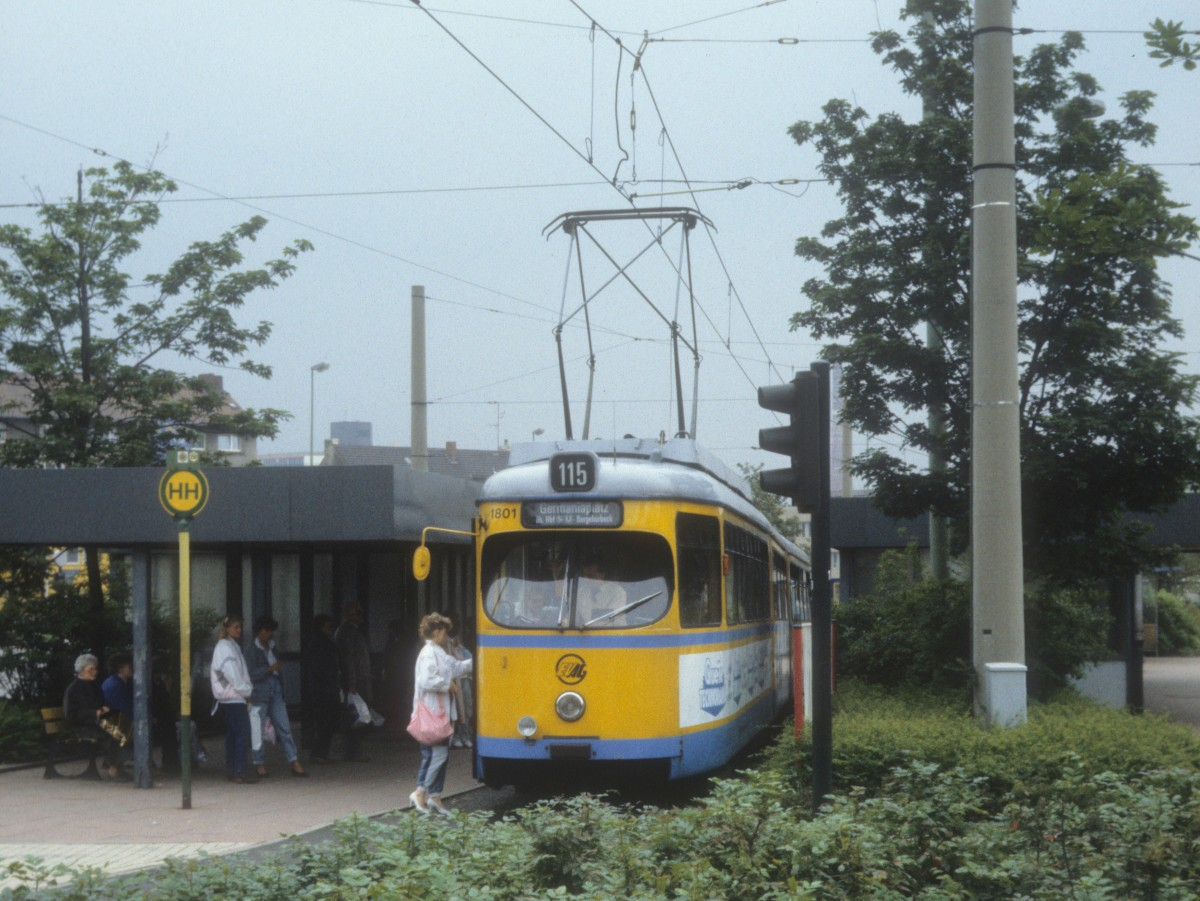
Situation der Haltestelle an der Oberfläche in den 1980er Jahren
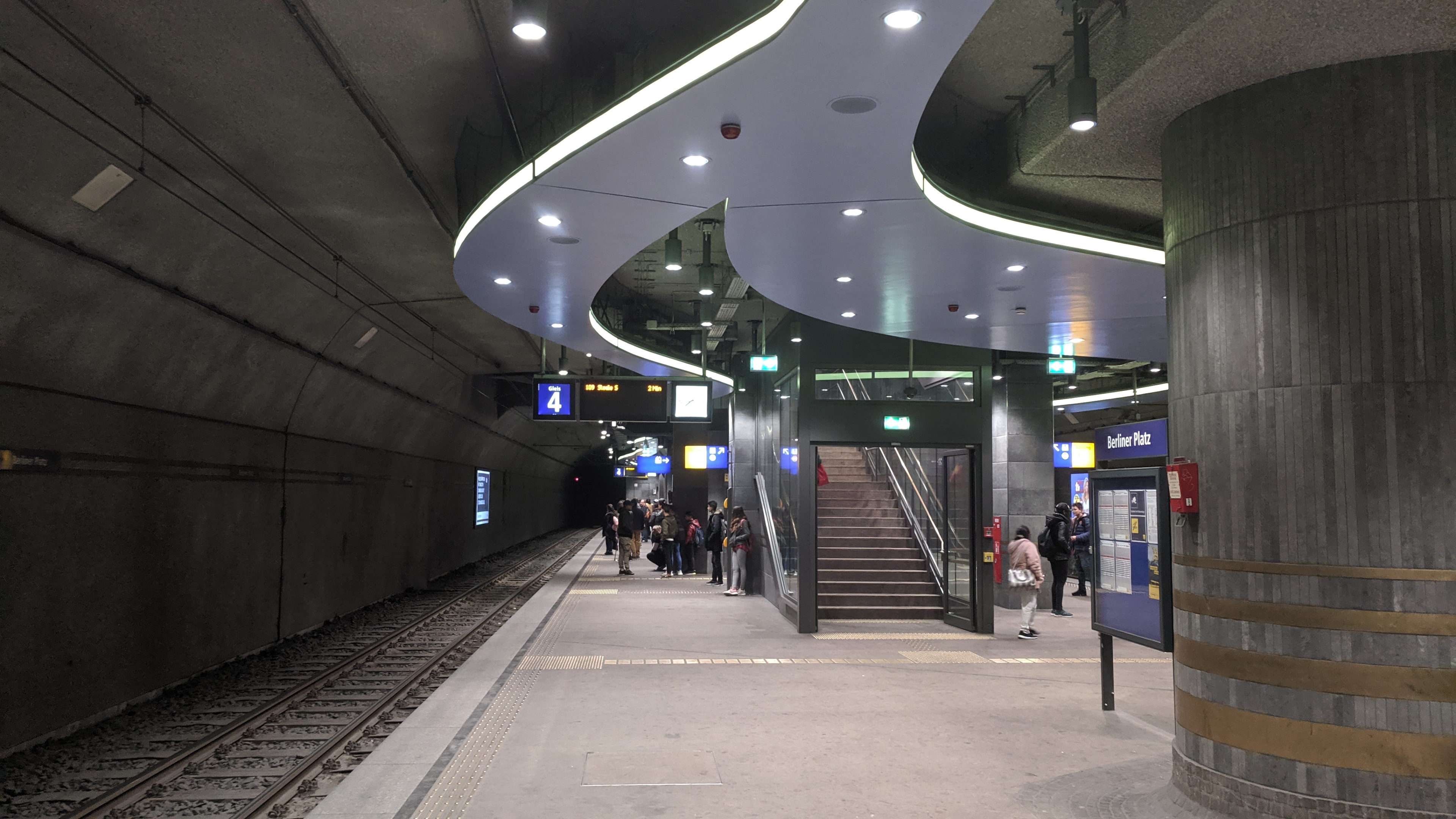
Untere Bahnsteigebene nach der Renovierung (2019)
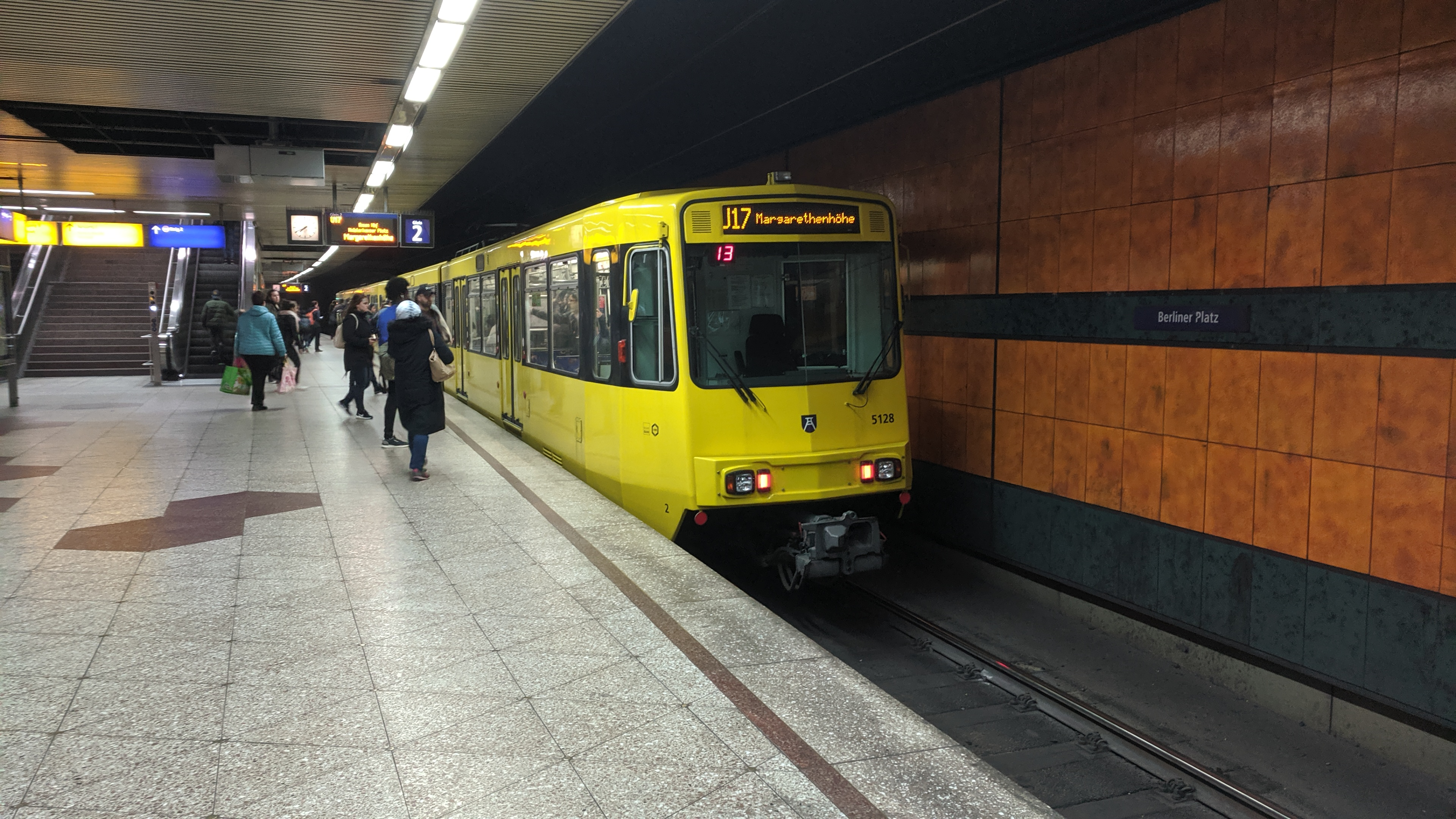
Stadtbahnzug am oberen (Hochflur-)Bahnsteig (2019)